# Bathiya & Santhush
Bathiya & Santhush, även kallade BnS, är en rap/popduo från Sri Lanka. Duon består av Bathiya Jayakody och Santhush Weeraman. Sedan debuten 1998 har de gett ut åtta album. 
2001 blev de finalister i Voice of Asia music festival i Kazakstan och vann silver. Vid Shanghai Music Festival i Kina vann de brons. 2002 ingick de, som första lankesiska artister, avtal med Universal Music. Fjärde albumet Neththara såldes i 75 000 exemplar på bara fem månader. Albumet räknas som ett av de bäst säljande albumen från Sony Music på Sri Lanka.

## Priser och prestationer
- Kontrakt med Universal Music
- Skivkontrakt med Sony BMG Music Entertainment/"M" Entertainment
- Vann silver vid Azia Dauzey i Kazakstan 2001
- Vann brons vid Changhai Music Festival 2001
- Vinnare av TYOP för medverkande till kultur och konst 2002
- Vinnare av Golden Clef Award för bäst samverkande band 2002
- 2002 skrev de ett tvåårigt kontrakt med Coca-Cola för att representera dem som ambassadörer
- I maj 2003 valdes de till månadens band av Global Hot 40

## Diskografi

### Album
- Vasanthaye - A New Beginning (1998)
- Life - Sahashraye Manusathkule (2000)
- Tharunyaye - The 3rd Album (2002)
- Neththara - Project 4 (2005)
- Hiripodha Wessa Chithrapatiye Geetha Samaga Hit Songs (2006)
- Ras Vihidena Samanaliyak (2007) (Specialutgåva inför Alla hjärtans dag)
- Ayubowan (Namaste) (2007)

### Singlar
- Neththara (2005)
- Kiri Kodu (2005)
- Unmadanie (2002)
- Na Na Ne Na (2002)
- Tharunyaye (2002)
- Ayubowan (2000)
- Manusathkule (2000)
- Ae (2000)
- Life (2000)
- Siri Sangabodhi Maligawedi (2000)
- Vasanthaye (1998)